# Stary Lubotyń (gmina)
Stary Lubotyń – gmina wiejska w województwie mazowieckim, w powiecie ostrowskim. W latach 1975–1998 gmina położona była w województwie ostrołęckim.
Siedziba gminy to Stary Lubotyń.
Według danych z 31 grudnia 2019 roku gminę zamieszkiwało 3707 osób.

## Struktura powierzchni
Według danych z roku 2015 gmina Stary Lubotyń ma obszar 10 949 ha, w tym:
- użytki rolne: 8532 ha
- użytki leśne: 1721 ha
- nieużytki: 42 ha

Gmina stanowi 8,91% powierzchni powiatu.

## Demografia
Według Powszechnego Spisu Ludności z 1921 roku gminę zamieszkiwało 4176 osób, 3905 było wyznania rzymskokatolickiego, 13 prawosławnego, 6 ewangelickiego a 252 mojżeszowego. Jednocześnie 4116 mieszkańców zadeklarowało polską przynależność narodową, 13 rosyjską, 47 żydowską. Było tu 660 budynków mieszkalnych.

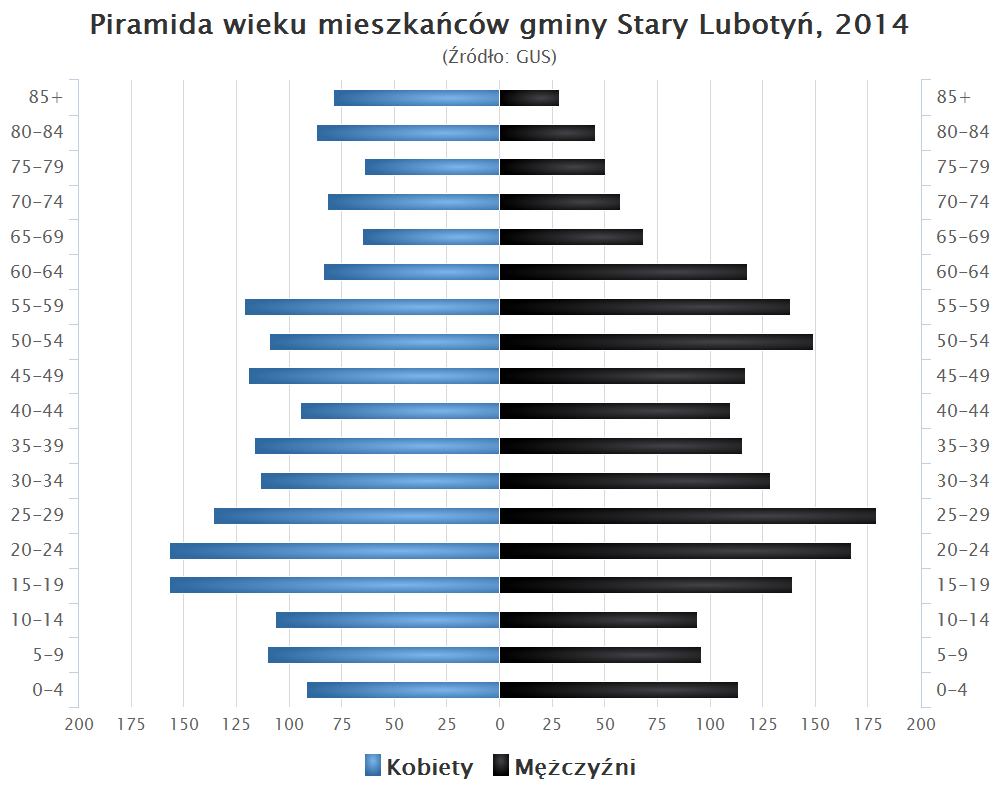
Piramida wieku mieszkańców gminy Stary Lubotyń w 2014 roku

Dane z 31 grudnia 2015 r.:
| Opis                              | Ogółem | Ogółem | Kobiety | Kobiety | Mężczyźni | Mężczyźni |
| --------------------------------- | ------ | ------ | ------- | ------- | --------- | --------- |
| Jednostka                         | osób   | %      | osób    | %       | osób      | %         |
| Populacja                         | 3848   | 100    | 2008    | 49,7    | 2029      | 50,3      |
| Gęstość zaludnienia [mieszk./km²] | 35     | 35     | 18,4    | 18,4    | 18,6      | 18,6      |

## Sołectwa
Budziszki, Chmielewo, Gawki, Gniazdowo, Grądziki, Gumowo, Klimonty, Kosewo, Koskowo, Lubotyń-Kolonia, Lubotyń-Morgi, Lubotyń-Włóki, Podbiele, Podbielko, Rabędy, Rogowo-Folwark, Rogówek, Rząśnik, Stary Lubotyń, Stary Turobin, Sulęcin Szlachecki, Sulęcin Włościański, Świerże, Turobin-Brzozowa, Żochowo, Żyłowo.

## Pozostałe miejscowości
Stare Rogowo

## Sąsiednie gminy
Czerwin, Ostrów Mazowiecka, Szumowo, Śniadowo